# 開始角 (南設得蘭群島)
62°35′20″S 61°12′57.9″W / 62.58889°S 61.216083°W

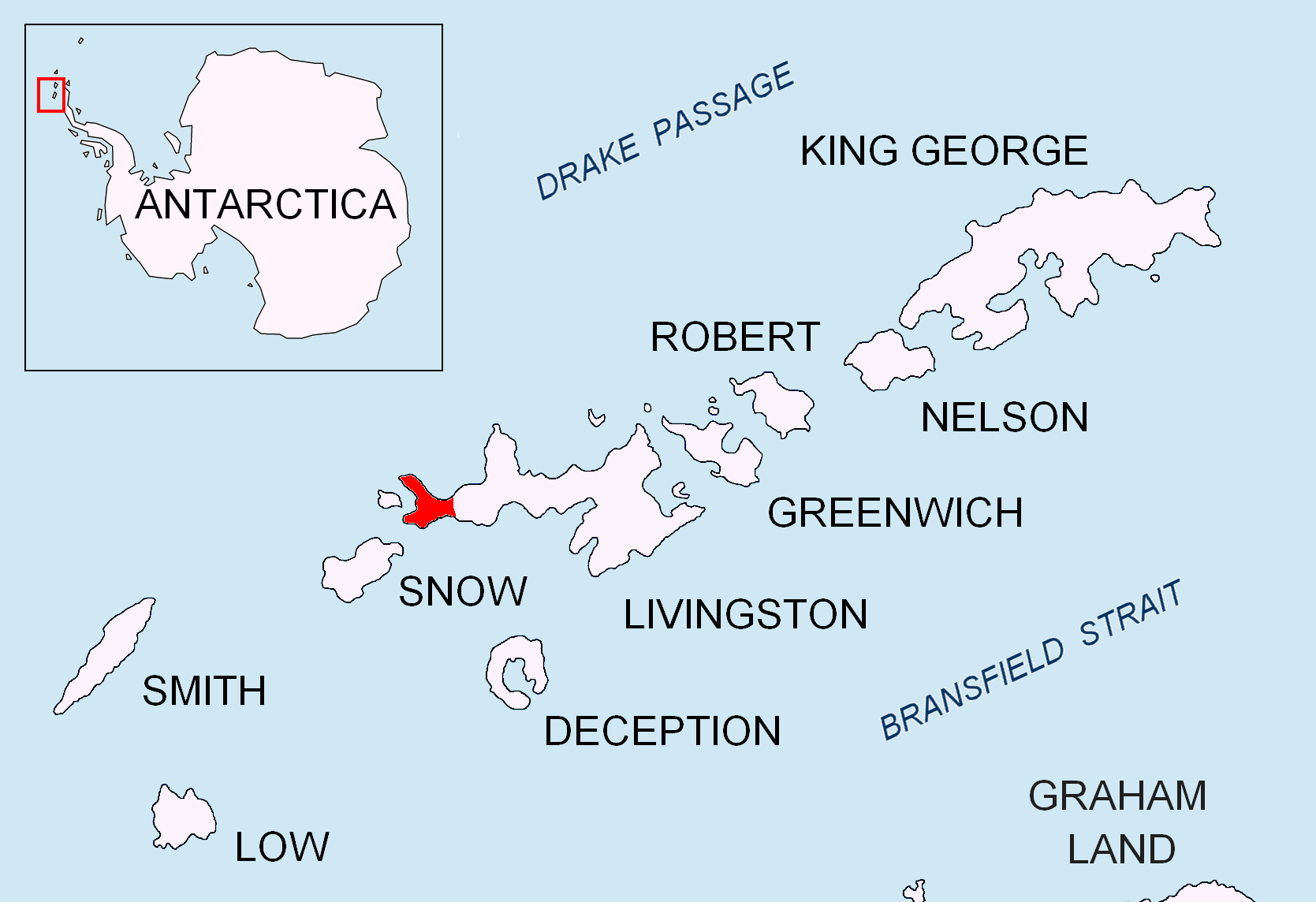

開始角（英語：Start Point）是南極洲的海岬，位於南設得蘭群島的利文斯頓島，是拜爾斯半島的西北端，處於埃塞克斯角西南面2.18公里、謝菲爾德角東北面5.15公里。

## 外部連結
- SCAR Composite Antarctic Gazetteer（页面存档备份，存于）.